# Sicilski parlament
Sicilski parlament je bil zakonodajna oblast Kraljevine Sicilije. Prvič je zasedal leta 1097, vendar se za njegov uradni nastanek upošteva leto 1130 , ko je bil Rogerij II. ustoličen za kralja in je s tem Sicilija postala kraljevina. V teku stoletij se je pomembnost parlamenta nekajkrat skrčila, odvisno od večje ali manjše oblasti kraljev, vendar parlament ni bil nikoli ukinjen do leta 1894, zato se tudi sama Kraljevina Sicilija obravnava kot neprekinjena politična enota za isto dobo, čeprav je bila občasno podvržena tujim oblastnikom. Po drugi svetovni vojni je bila Sicilija priznana za avtonomno deželo v okviru Italijanske republike in deželni svet je za Sicilijance zgodovinski naslednik starega parlamenta.

## Normani
Normanska zakonodaja je predvidevala vlado, ki so jo sestavljali poleg kralja predstavniki vseh pokrajin kraljevine in ki se je delila na ločene odseke za sodstvo, vojaško organizacijo in finance. Vsi odseki so imeli zakonodajno pravico.
Skupščina, ki jo je sklical Rogerij II. Leta 1097, se je zbrala v kraju Mazara del Vallo. Praviloma je to bilo, kot se je temu pravilo v zgodnjem srednjem veku, "asiza" (it. assise, iz lat. assidere = sedeti ob nekomu) ali "zasedanje" kralja, plemičev in predstavnikov ljudstva in je bilo izključno posvetovalnega značaja. Od vsega začetka so se sicilska zasedanja delila na tri veje: fevdalno (plemiči), cerkveno (škofje) in zemljiško (predstavniki 42 mest kraljevine). V prvih časih ni bil še določen njihov uradni sedež, ker so se sklicevala "po potrebi" in v "zainteresiranih krajih", skladno s sicilijanskim razumevanjem glavnega mesta države, ki je bilo tisto, kjer se je trenutno kralj mudil. Leta 1130 je zasedanje v Palermu imenovalo Rogerja II. za kralja in s tem proglasilo kraljevino. Od tega datuma se skupščina imenuje parlament, ker je bilo odrejeno, da bodo vsi nadaljnji vladarji podrejeni uradni odobritvi parlamenta. Dokončna pravila sicilskih zasedanj so bila sprejeta v kraju Ariano di Puglia leta 1140 in so pomembna, v kolikor velja, da so bila upoštevana pri sestavljanju Justinijanovega zakonika.
Kakor vsa zasedanja normanskih vlad, tudi sicilski parlament ni imel izvršne oblasti, temveč je bil posvetovalno telo in je le potrjeval oziroma zavračal kraljeve odloke v zvezi z gospodarstvom, predvsem z davki, in odnosi z drugimi državami. Kljub temu ga moderni zgodovinarji prištevajo med prve moderne parlamente, skupaj z Althingom na Islandiji, Tynwaldom na otoku Man in Løgtingom iz Ferskih otokov. Od slednjih se razlikuje samo v kolikor ga je moral kralj interpelirati pred izdajo zakonov.

## Friderik II.
Friderik II. Hohenstaufen je prvi posodobil sicilski parlament. Na zasedanju v Mesini je leta 1221 dal odobriti nekatera moralna pravila, ki jih je pozneje delno vključil tudi v Melfijski zakonik. Za časa Friderika so bili sprejeti v parlament tudi "najboljši državljani" (lat. cives de melioribus de qualibet civitate), to je civilni meščani. Poleg tega si je parlament pridržal razen zakonodajne tudi najvišjo sodno oblast v tožbah državljanov proti kraljevim magistratom in plemičem. V ta namen so bile ustanovljene posebne komisije (lat. solemnes curiae), ki so se letno sestajale v petih mestih in preučevale predložene pritožbe.
Melfijski zakonik predstavlja zgodovinsko pričevanje delovanja in pomembnosti sicilskega parlamenta, pa tudi popis postopnega večanja parlamentarne oblasti in Friderikovega nadzorstva nad kraljevino. Friderikov absolutizem, ki je narekoval načelo "Ne moremo biti osebno povsod, a naša oblast doseže vsakogar.", se ni mogel razviti brez trdnih zakonov in močnega parlamenta, ki bi jih uresničil. Prav parlamentarna dejavnost je bila najhujši udarec staremu normanskemu fevdalizmu, ki ga je hotel Friderik ukiniti – ali vsaj zmanjšati – v korist kraljeve oblasti.
Med letoma 1232 in 1240 se je parlament precej spremenil. Zasedanja niso bila več zakonodajna posvetovanja, temveč sestanki predstavnikov raznih slojev, ki niso imeli nobene prave legislativne moči, saj so se vršili če in kadar je hotel kralj in z dnevnim redom, ki ga je kralj določil. Parlamentarci so postali le kraljevi uslužbenci, ki so se bili dolžni redno sestajati.

## Anžujci
Po Friderikovi smrti (1250) je sicilski prestol prešel na njegova dva sinova in na vnuka, a leta 1266 je oblast prevzel Karel I. Anžujski, ki je parlament enostavno prezrl in odslovil večino Sicilijancev iz državnih služb. Kljub nasprotovanju domačinov in samoproglasitvi Petra III. Aragonskega za kralja (1282) so Anžujci formalno ostali na oblasti do leta 1302, ko je z razdelitvijo Kraljevine Sicilije na dva dela pripadel Aragoncem otočni del, Sicilija.

## Aragonci
V vsem obdobju aragonske nadoblasti (1285 – 1516) so sestavljali parlament v glavnem fevdalni gospodje, plemiči in mestni župani, predsedoval mu je kralj, ki je parlament tudi skliceval. Glavne ustavne pristojnosti parlamenta so bile izvolitev kralja in garantiranje pravičnega poslovanja sodnikov, notarjev in drugih državnih pooblaščencev.
Prvi aragonski vladar Sicilije je bil Petrov sin Jakob Aragonski (tudi Jakob II. Pravični), ki je še med vojno z Anžujci obnovil parlament (1285) in mu povrnil vso oblast. Zastava večerniških upornikov (rumena in rdeča s tronogo glavo - triskelom na sredini) je postala bandero sicilskega parlamenta in je še danes, na obratno pobarvani podlagi (rdeča zgoraj in rumena spodaj), uradna zastava Sicilije. Ker je Jakob želel zaključiti vojno, je mislil odstopiti Sicilijo Anžujcem, česar pa domačini niso bili pripravljeni dovoliti. Parlament je Jakoba odstavil in uradno ustoličil njegovega brata Friderika. V tej dobi je parlament znatno utrdil svojo moč in razširil svoje pristojnosti.
 
Ko je s smrtjo kralja Martina I. izumrla aragonsko-sicilska veja vladarjev (1410), je parlament imel zgodovinsko zasedanje v Taormini, ki pa ni imelo zadostnega mednarodnega pomena, da bi vključilo sicilski parlament v pogajanja leta 1412 v kraju Caspe. Tu so predstavniki Aragonske krone, Valencije in Katalonije določili Ferdinanda Trastamara za kralja Aragonije in Sicilije z imenom Ferdinand I. Aragonski.
Zadnji Aragonec, ki se je udeležil zasedanj sicilskega parlamenta, je bil Alfonz V. Aragonski leta 1446 v gradu Ursino pri Cataniji. Naslednja vladarja sta onemogočila sicilsko avtonomijo; za Ivana In za Ferdinanda Katoliškega je bila Sicilija samo anektirano ozemlje, zato je bil njen parlament postavljen pod predsedstvo in nadzorstvo kraljevega namestnika, tako imenovanega “vice-kralja”.

## Španci
Ferdinanda Katoliškega je nasledil Karel V. Habsburški (1516), ki je potrdil Sicilijo kot “vice-kraljevino”, se pravi kraljevino, kjer je on sam vladal, a ga je nadomeščal “vice-kralj”. Kljub temu je kmalu sklical sicilski parlament v Palermu in obnovil redna zasedanja. Leta 1532 je obnovil večino parlamentarnih pravic v zameno za pomoč Sicilijancev v vojni proti Osmanskemu cesarstvu. V sodelovanju s parlamentom je njegov naslednik Filip II. Španski ustanovil mestne senate v Palermu, Trapaniju, Sirakuzah in Mesini .

## Borbonci
Po Španskem in kratkotrajnem Savojskem kraljevanju je Sicilija pripadla Borboncem. Borbonec Karel III. Španski se je dal leta 1735 kronati za kralja Sicilije, s čimer je priznal Sicilijo za samostojno kraljevino, povezano v osebi kralja z Neapeljskim kraljestvom. S tem je parlament posredno dobil najuglednejši položaj za vladarjem, saj ni bil več podvržen nadzorstvu tujega vice-kralja. Karlov naslednik Ferdinand I. Dveh Sicilij je postal kralj (1759) še mladoleten in se za politiko sploh ni zanimal. Ni bil dovolj seznanjen z razlikami med sicilskimi in neapeljskimi posestvi, zato je razumeval parlament le kot oviro pri pobiranju davkov – oviro, ki je ni bilo v Neaplju . Ko je pa s šestnajstimi leti dosegel polnoletnost, je aktivno stopil v politiko in državno administracijo. Leta 1806 se je dvor zaradi nemirov v Neaplju preselil v Palermo. Ker so Francozi vedno huje napadali Neapelj, je kralj leta 1810 sklical sicilski parlament, da bi mu pomagal proti njim. Sicilijanci pa niso hoteli podpirati kralja, ki se je obrnil do njih samo v stiski. V prepir so se vmešali tudi britanski propagandisti in prisilili kralja, da je imenoval novo vlado, sestavljeno pretežno iz sicilijanskih veljakov.
Sicilski parlament je dne 19. julija 1812 odobril sicilsko ustavo, ki je temeljito preuredila državno administracijo in uradno preklicala fevdalizem.

### Ustavni parlament
Nova ustava je predvidevala dvodomni parlament, sestavljen iz spodnje zbornice imenovane Camera dei comuni (ang. House of Commons) in zgornje zbornice imenovane Camera dei Pari (ang. House of Lords). Spodnjo zbornico so sestavljali predstavniki ljudstva, ki so bili izvoljeni z javno izraženimi cenzitarnimi volitvami . V zgornji zbornici so bili doživljenjski predstavniki aristokracije, vojaštva in cerkve, ki jih je imenoval kralj. Zbornici sta se shajali vsaj enkrat letno na kraljevi sklic. Imeli sta vso zakonodajno oblast, vendar je imel kralj pravico veta. Sodna oblast je bila podeljena sodnikom, ki so bili formalno neodvisni, dejansko pa odvisni od kraljeve volje. Kralj je imel tudi popolno izvršno oblast. Administrativno je bil otok razdeljen na 23 upravnih enot, s čimer so bile razrešene že obstoječe enote.
Po Dunajskem kongresu 1815. je Ferdinand preklical sicilski ustavni parlament in nato formalno združil Kraljevino Sicilijo z Neapeljskim kraljestvom v novonastalo Kraljevino Dveh Sicilij. S tem je bil parlament tudi formalno ukinjen.
Parlament je bil ponovno sklican leta 1820 ob priliki restavracije kraljevine, ki je pa trajala le nekaj mesecev, dokler ni neapeljska vojska zasedla otoka.

### Samostojnost
V okviru vsesplošnega evropskega gibanja se je leta 1848 obnovila tudi Kraljevina Sicilija. Dne 25. marca se je zbral v Palermu revolucionarni generalni sicilski parlament, ki so ga sestavljali ministri pod predsedstvom Vincenza Fardella di Torrearsa. Za ministrskega predsednika je bil izvoljen Ruggero Settimo.
Na istem zasedanju je bila enostransko preklicana borbonska oblast in ustanovljena Kraljevins Sicilija kot ustavna monarhija na podlagi ustave iz leta 1812, neodvisna od Kraljevine Dveh Sicilij. Parlament je dejansko postal vodilni državni organ. Ponudil je krono Savojcu Amadeju Ferdinandu, vnuku Karla Alberta in poznejšemu španskemu kralju, ki je pa ponudbo odklonil. Na zasedanju 10. julija istega leta je bila ustava izpopolnjena in zgornja zbornica je bila ukinjena.
Parlamentarna dejavnost je trajala le 15 mesecev. Ferdinand II. Borbonski je februarja 1849 predlagal, da se v duhu ustave iz leta 1812 obnovita obe zbornici, vendar pod oblastjo vice-kralja, a parlament je predlog zavrnil. Ferdinand je nastopil z vojsko in zasedel Catanio. Parlament je bil sedaj pripravljen sprejeti kraljevo ponudbo, a bilo je prepozno. Kraljeva vojska je prodrla do predmestja Palerma, parlament se je razpustil in 15. maja je borbonska vojska vkorakala v mesto. Kljub amnestiji je 43 sicilskih voditeljev zbežalo na Malto.

## Garibaldi
Sicilski parlament je prišel spet v poštev leta 1860, ko se je Garibaldi izkrcal v Marsali in postavil Sicilijo pod krono Viktorja Emanuela II.. Razpisane so bile volitve za določitev ljudskih predstavnikov v Garibaldijevi vladi, a zaradi raznih političnih pritiskov in nesoglasij so volitve odpadle in se je izvršil samo plebiscit za združitev s Kraljevino Italijo. O sicilskem parlamentu ni bilo več govora, vsa oblast je prešla direktno na Garibaldijevo predstavništvo Kraljevine Italije.

## Republika Italija
Po drugi svetovni vojni je bilo avtonomistično gibanje na Siciliji zelo razvito, zato je kralj že 15. maja 1945 odobril posebni statut (it. statuto speciale), s katerim je Sicilija postala avtonomna dežela s posebnim statutom. Kraljevi odlok 15.5.46 je postal ustavni zakon št.2 leta 1948. Prve deželne volitve so ustanovile Deželni sicilski zbor (Assemblea regionale siciliana, tudi ARS), ki je polnomočni parlament dežele Sicilije. Kar se tiče zakonodajne oblasti in števila zainteresiranih državljanov, je bil do leta 1970, ko so nastali sveti navadnih dežel, najpomembnejše italijansko zakonodajno telo za državnima zbornicama. Če upoštevamo samo zakonodajno oblast, je to še danes. Zaradi tega se njegovi udeleženci imenujejo poslanci (it. deputati) kakor člani italijanskega državnega parlamenta.
Sicilski parlament je sestavljen iz šestih zakonodajnih komisij in posebne komisije za probleme Evropske skupnosti. Sestaja se v Normanski palači (Palazzo dei Normanni) v Palermu. Zasedanjem je mogoče slediti po lokalni televizijski postaji, ki jih direktno prenaša, ali po streamingu.
Leta 1997 je parlament slovesno praznoval devetstoletnico svoje ustanovitve leta 1097.